# Boissy-sous-Saint-Yon
Boissy-sous-Saint-Yon is een gemeente in het Franse departement Essonne (regio Île-de-France) en telt 3566 inwoners (1999). De plaats maakt deel uit van het arrondissement Étampes.

## Geografie
De oppervlakte van Boissy-sous-Saint-Yon bedraagt 8,0 km², de bevolkingsdichtheid is 445,8 inwoners per km².
De onderstaande kaart toont de ligging van Boissy-sous-Saint-Yon met de belangrijkste infrastructuur en aangrenzende gemeenten.

## Demografie
Onderstaande figuur toont het verloop van het inwonertal (bron: INSEE-tellingen).